# Veselivka (Veselivka), Sakî
Veselivka (în ucraineană Веселівка) este localitatea de reședință a comunei Veselivka din raionul Sakî, Republica Autonomă Crimeea, Ucraina.

## Demografie
Componența lingvistică a localității Veselivka
     Rusă (46,53%)
     Ucraineană (27,16%)
     Tătară crimeeană (22,45%)
     Belarusă (1,05%)
     Alte limbi (0,27%)
Conform recensământului din 2001, nu exista o limbă vorbită de majoritatea populației, aceasta fiind compusă din vorbitori de rusă (46,53%), ucraineană (27,16%), tătară crimeeană (22,45%) și belarusă (1,05%).